# Henri-Louis Vary
Henri-Louis Vary, francoski general, * 1876, † 1968.